# Капошвар
Ка́пошвар (угор. Kaposvár, хорв. Kapošvar, Kapuš(ar), Kapušvar, нім. Kopisch, Ruppertsberg, Ruppertsburg, словен. Rupertgrad) — місто в Угорщині, адміністративний центр медьє Шомодь.

## Географія
Капошвар розташований у Південному Задунав'ї приблизно за 190 кілометрів на південний захід від Будапешта та за 50 кілометрів на південь від озера Балатон. Через місто проходить залізниця Будапешт – Загреб. Час по дорозі до Будапешта — близько трьох годин. Автодороги ведуть із міста до Сігетвару, Печу.

## Клімат
Клімат місті Капошвар класифікується як океанічний клімат, який близько межує з вологим субтропічним кліматом. Серед них середньорічна температура становить 11,2 °C, найспекотніший місяць липень — 21,8 °C, а найхолодніший місяць січень — 0,6 °C.

## Історія
Приблизно в 400 році до нашої ери кельтські племена заселили більшу частину території. Приблизно з 9 до 433 року нашої ери він був частиною римської провінції Паннонія. Після відходу римлян тут проживали племена германців, іллірійців та інших груп. До 900 року нашої ери на цій території були слов’янські та німецькі поселення.
Місто вперше згадано у документі 1009 року, як «Капос» в установчому договорі Святого Стефана, який встановив кордони римо-католицької єпархії Печ. Перший замок у Капошварі був побудований у 1200-х роках королем Белою IV у відповідь на монгольське вторгнення в Угорщину.
У XV столітті тут було збудовано фортецю. У 1555 Капошвар перейшов під владу турків, які керували містом до 1686 року. 
В 1702 за наказом імператора Леопольда I фортечні стіни були зруйновані. У 1749 Капошвар став центром комітату.
У XIX столітті через місто збудовано залізниця Будапешт — Загреб, що сприяло зростанню та розвитку міста. До початку 20-го століття в місті були розташовані численні промислові підприємства, в тому числі великий цукровий завод і зернопереробний завод.
Під час Першої світової війни Капошвар зазнав труднощів, у місті поширилися страйки та ліві ідеї. 
Після революції 1956 року адміністративний кордон міста розширився, із містом об’єднано кілька сусідніх муніципалітетів.
2018 року місті проводився турнір «Intersport festival», де брали участь команди юних баскетболістів з України.

## Населення
Капошвар є найбільш густонаселеним містом у медьє Шомодь і другим за чисельністю населення містом після Печ у цьому ж медьє.
Згідно з переписом 2011 року більшість населення складають угорці (85,6%). Найбільшою етнічною меншиною є роми (2,2%), другою за чисельністю меншиною є німці (1,1%), а третьою — хорвати  (0,2%).
Релігійна приналежність мешканців міста належить до: Римо-Католиків (44,7%) та Греко-Католиків (0,2%), значна кількість Кальвіністів (5,4%) та Лютеранців (1,5%). 18,1% жителів характеризуються як нерелігійні.

## Економіка
Капошвар все ще є індустріальним містом та штаб-квартирою для таких компаній, як австрійська компанія з будівництва «Wolf System», угорська сільськогосподарська компанія «KITE», турецький виробник текстилю «Metyx». та єдиний цукровий завод у країні «Magyar Cukor Zrt».

## Визначні пам'ятки

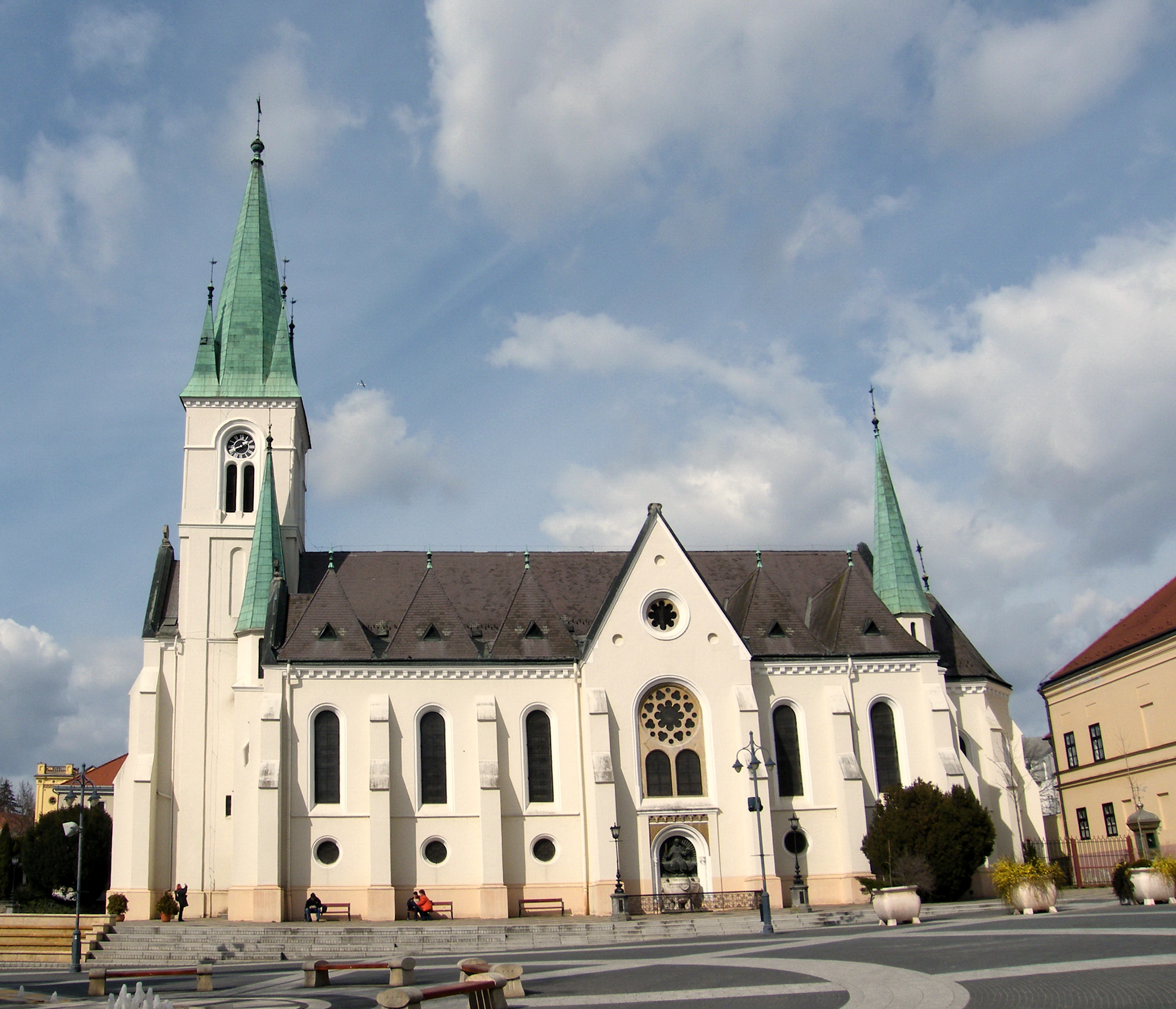
Собор Богоматері

- Будівля міської ратуші (ХІХ століття).
- Міський собор. Побудований у XVIII столітті, перебудований у XIX столітті на неоготику.
- Музей кіно.
- Музей художника Йожефа Ріпль-Ронаї.
- Міський музей.
- Галерея Васарі – експонує твори сучасних угорських художників.
- Реформатська церква
- Лютеранська церква
- Церква Героїв
- Райдужний Палац культури

## Спорт
У місті базується футбольний клуб Капошвар Ракоці.

## Відомі люди
- Бела Кірай (14 квітня 1912 — 4 липня 2009) — угорський військовий діяч та історик, головнокомандувач Національною гвардією під час Угорської революції 1956 року.
- Ференц Чік (12 грудня 1913 — 29 березня 1945) — угорський плавець, олімпійський чемпіон і чемпіон Європи.

## Міста-побратими
Капошвар має такі міста побратими:
- Бат, Великобританія
- Дархан, Монголія
- Глінде, Німеччина
- Копривниця, Хорватія
- М'єркуря-Чук, Румунія
- Раума, Фінляндія
- Сен-Себастьян-сюр-Луар, Франція
- Скіо, Італія
- Ускюдар, Туреччина

### Партнерство
Також місто співпрацює з:
- Цисі, Китай
- Мостар, Боснія та Герцеговина
- Філлах, Австрія

## Світлини

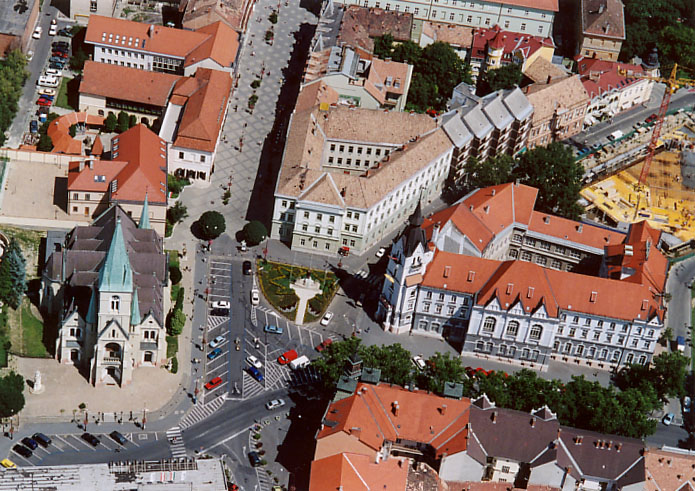
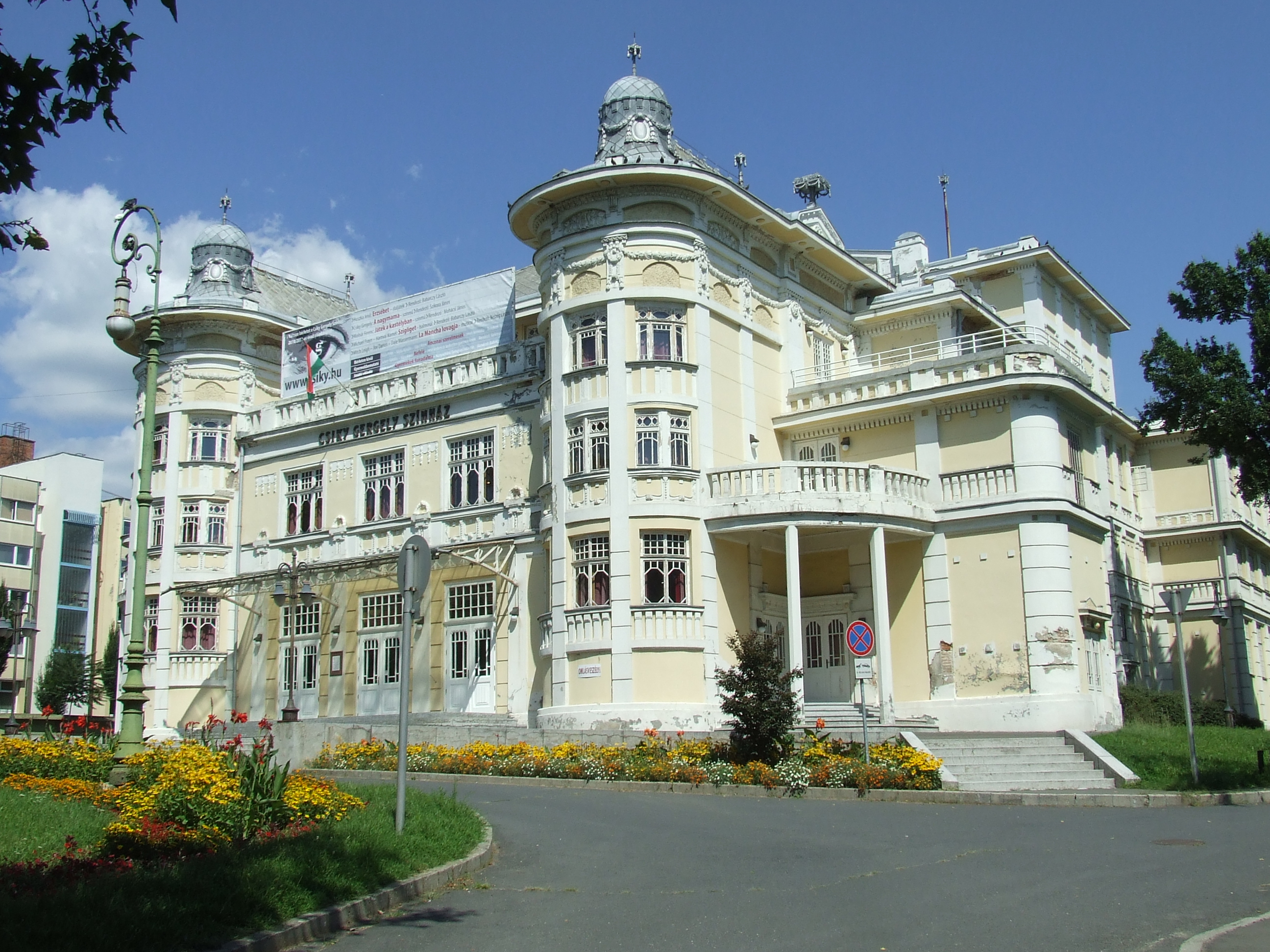
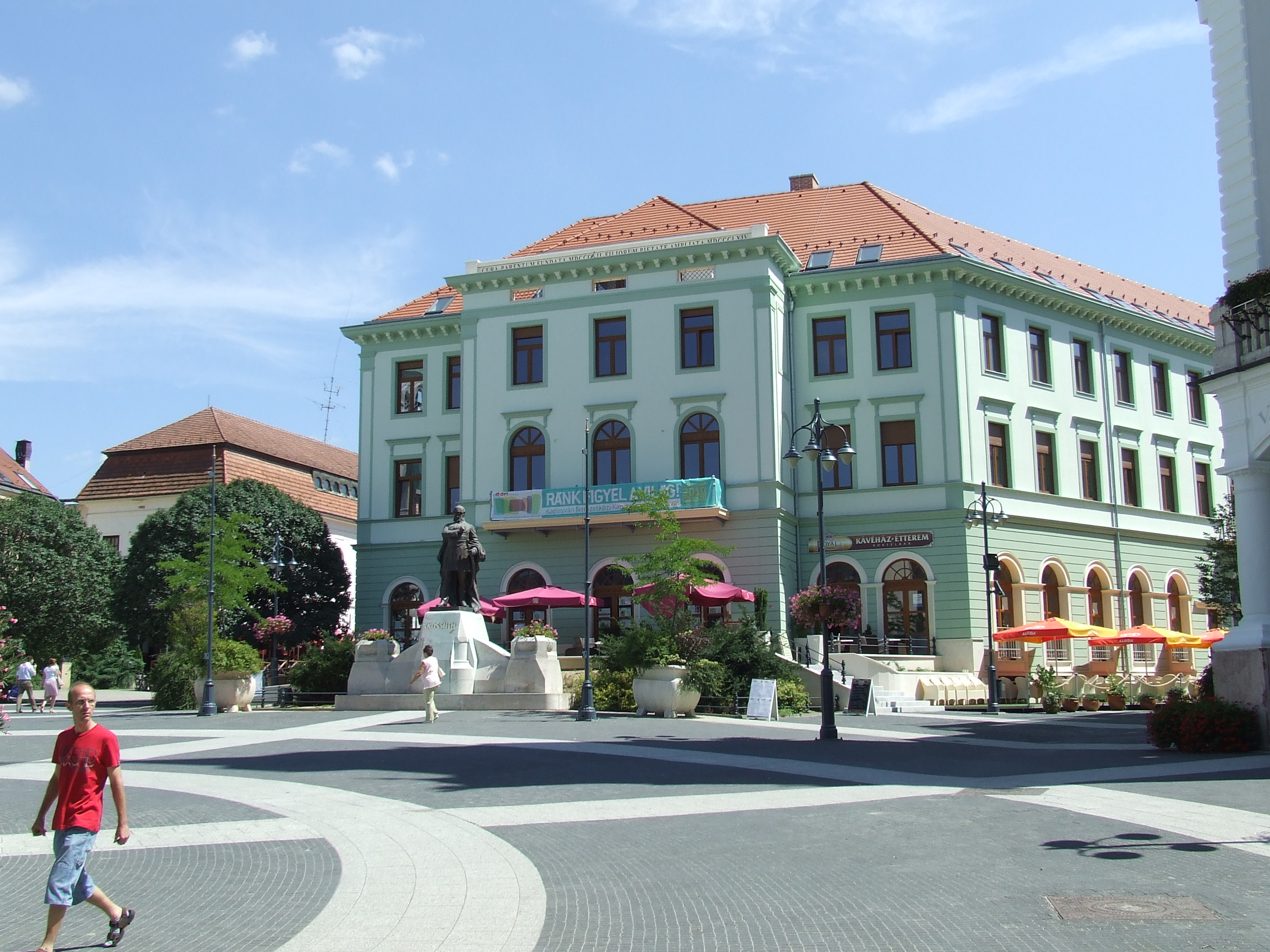
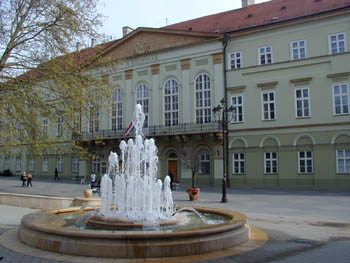
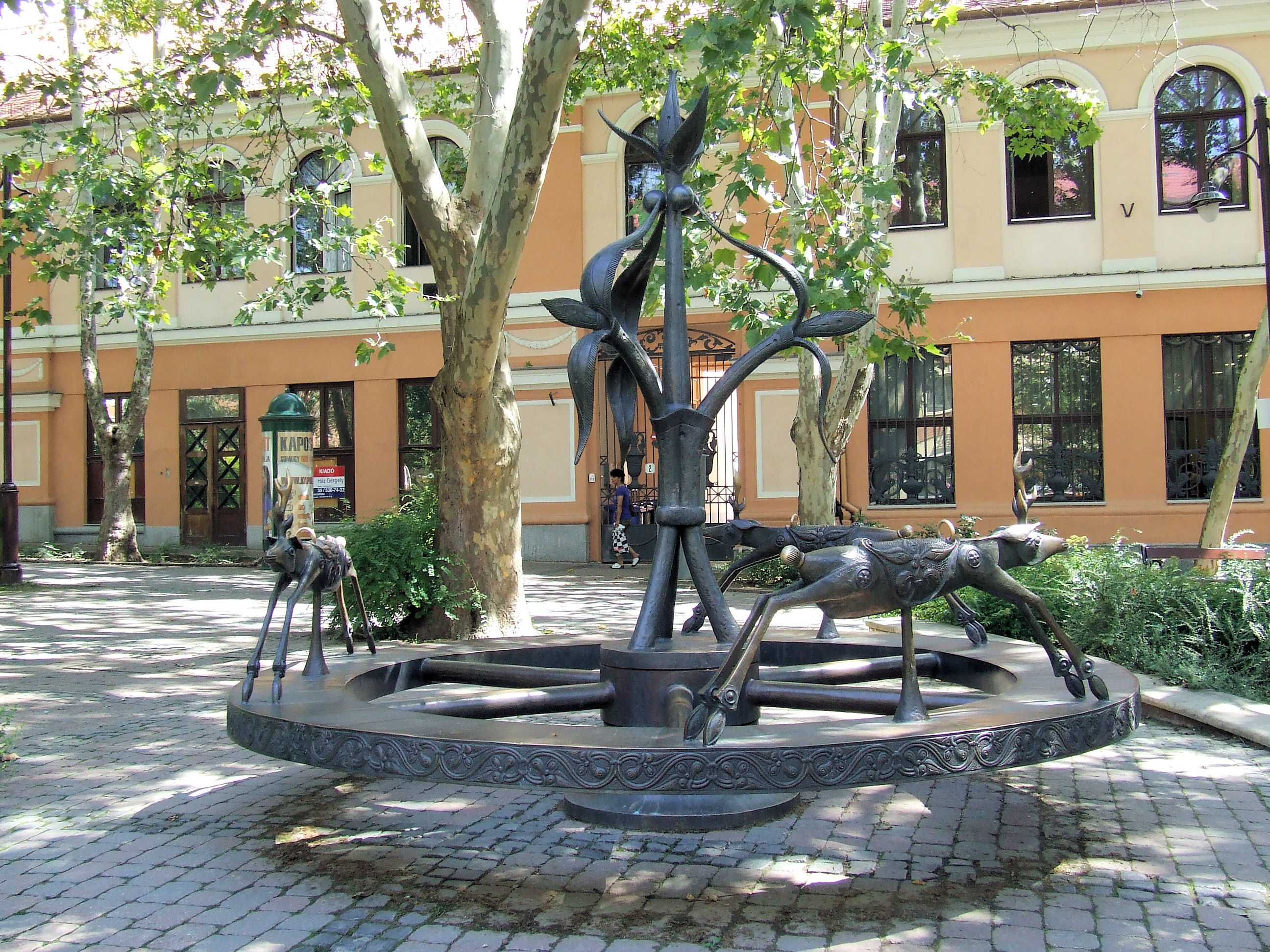
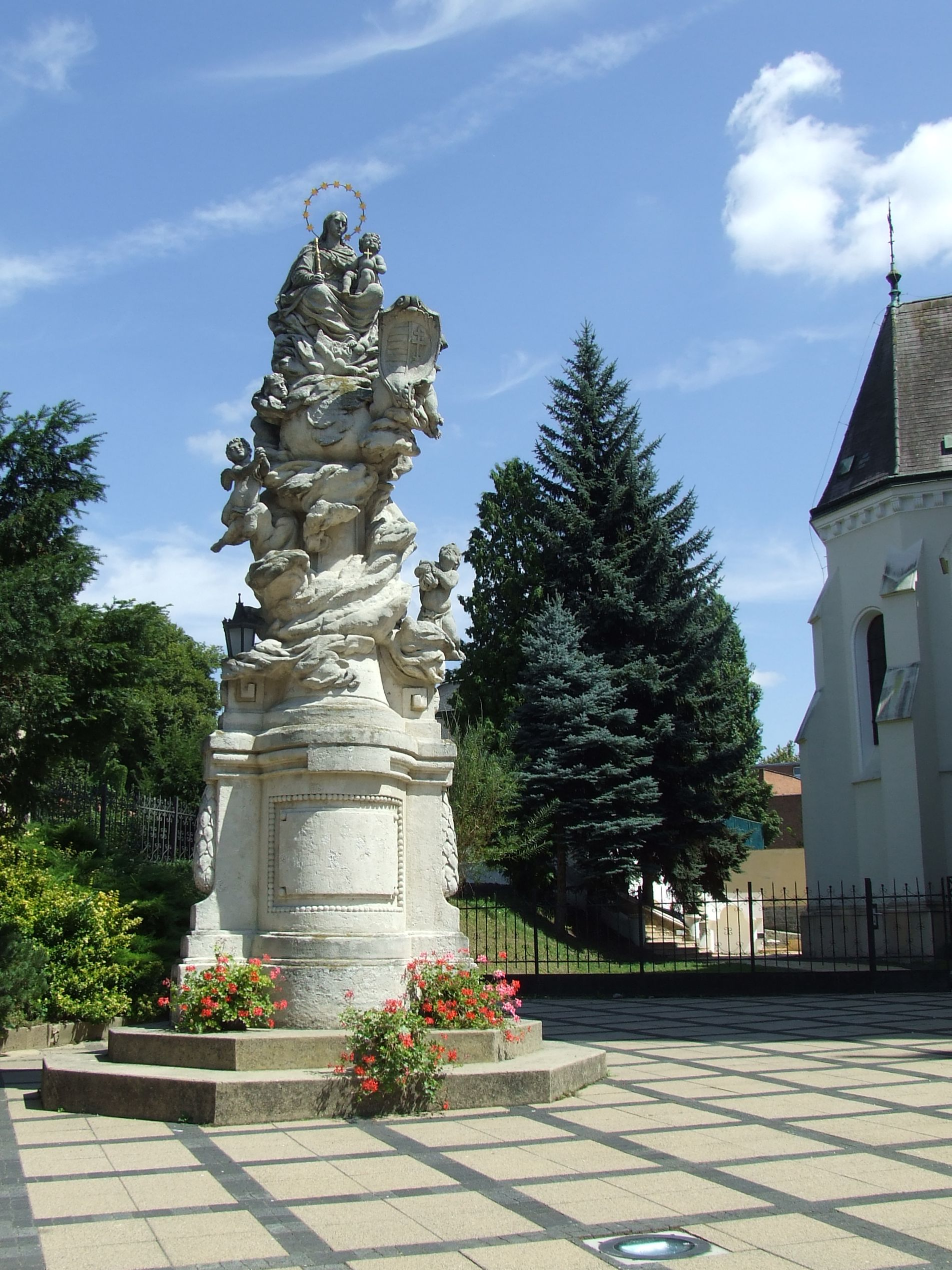
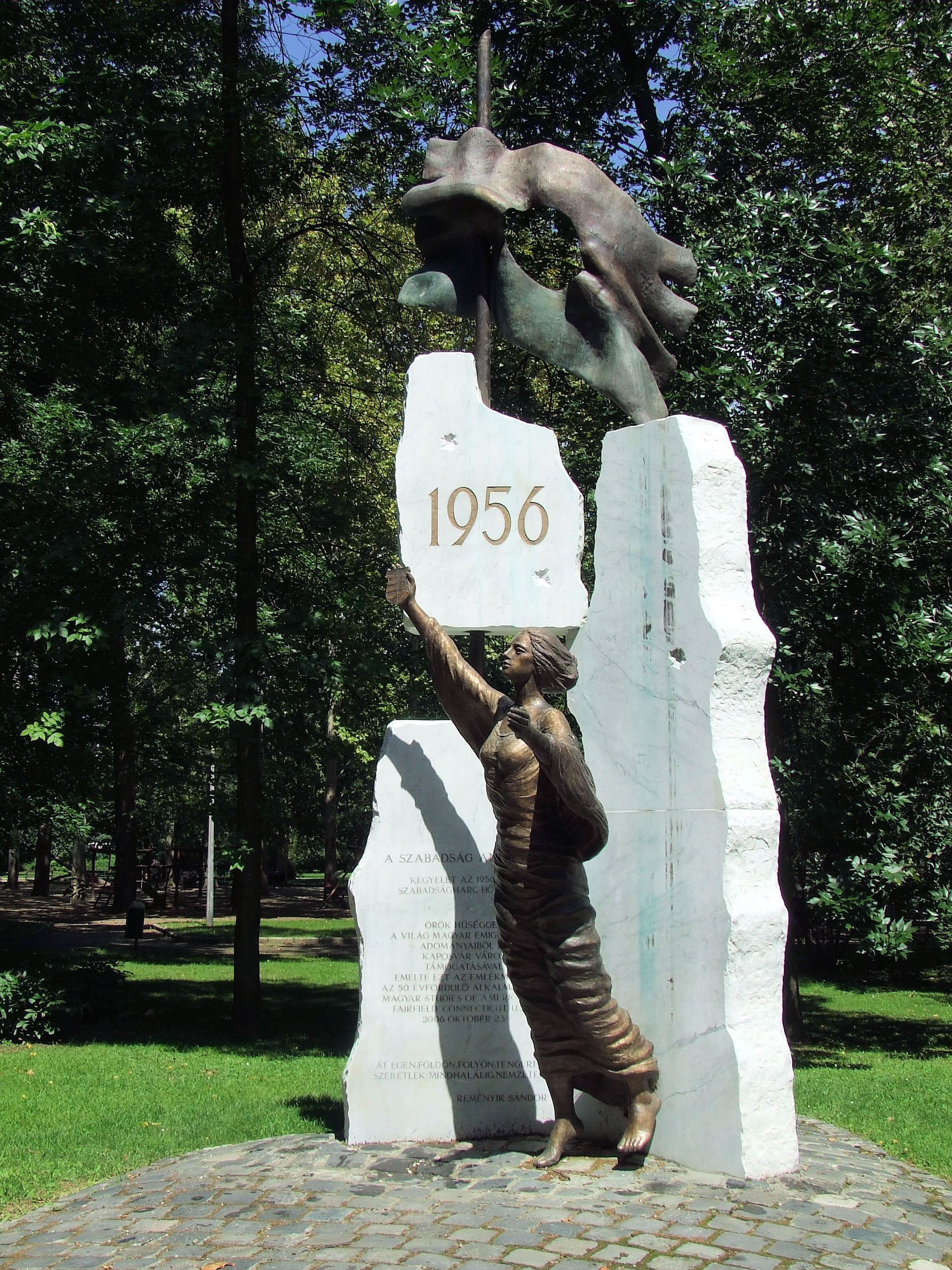
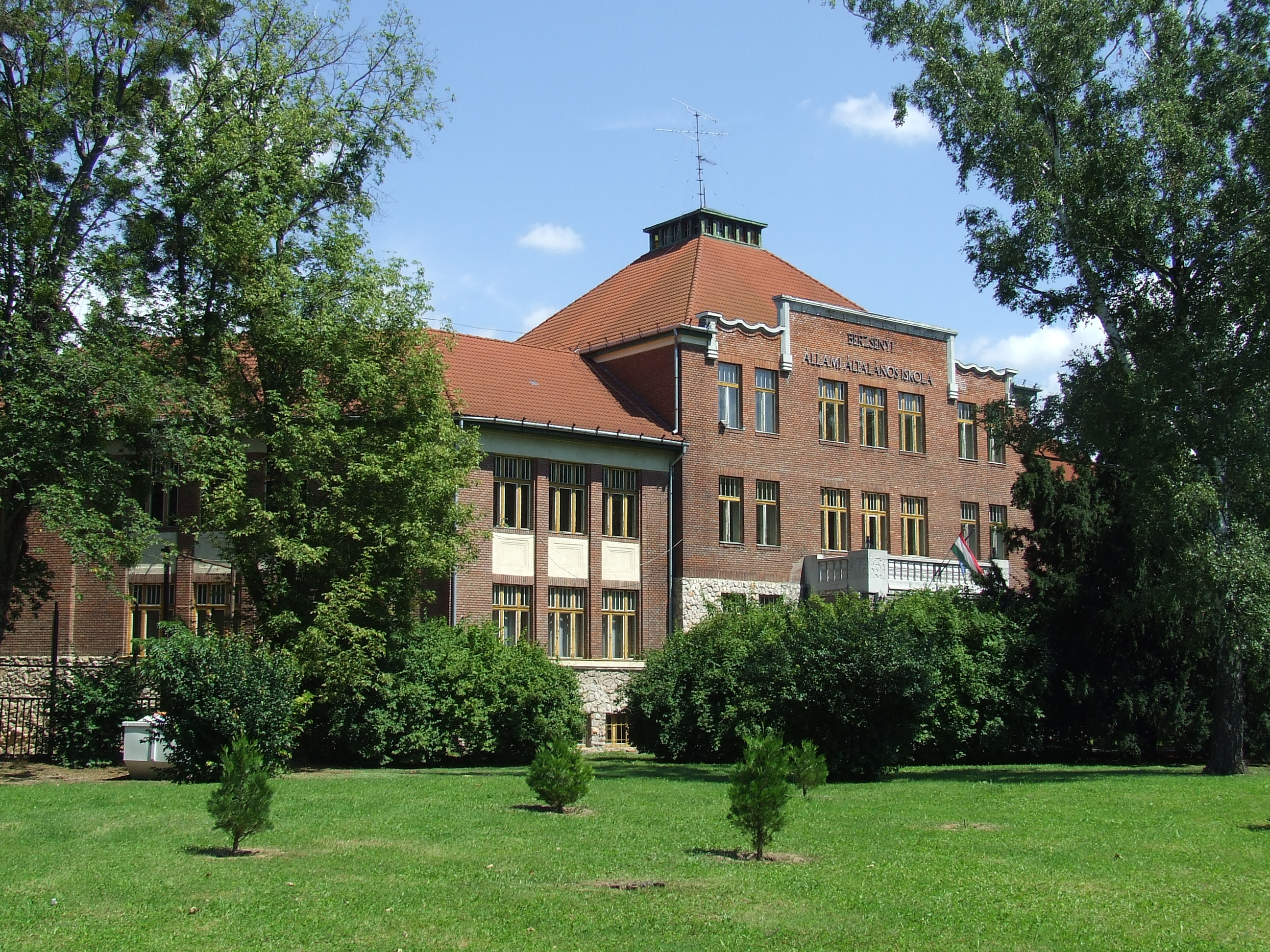
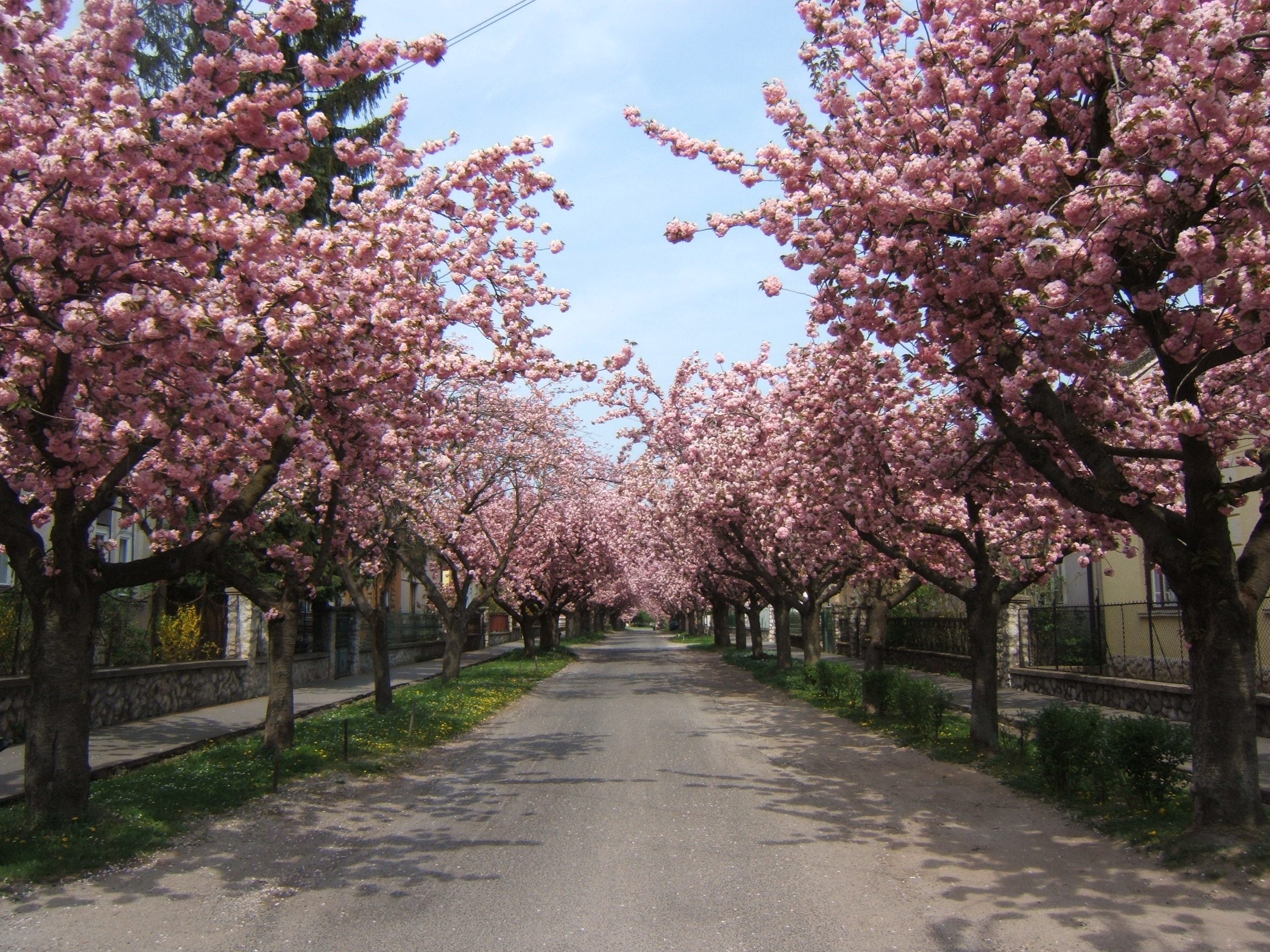
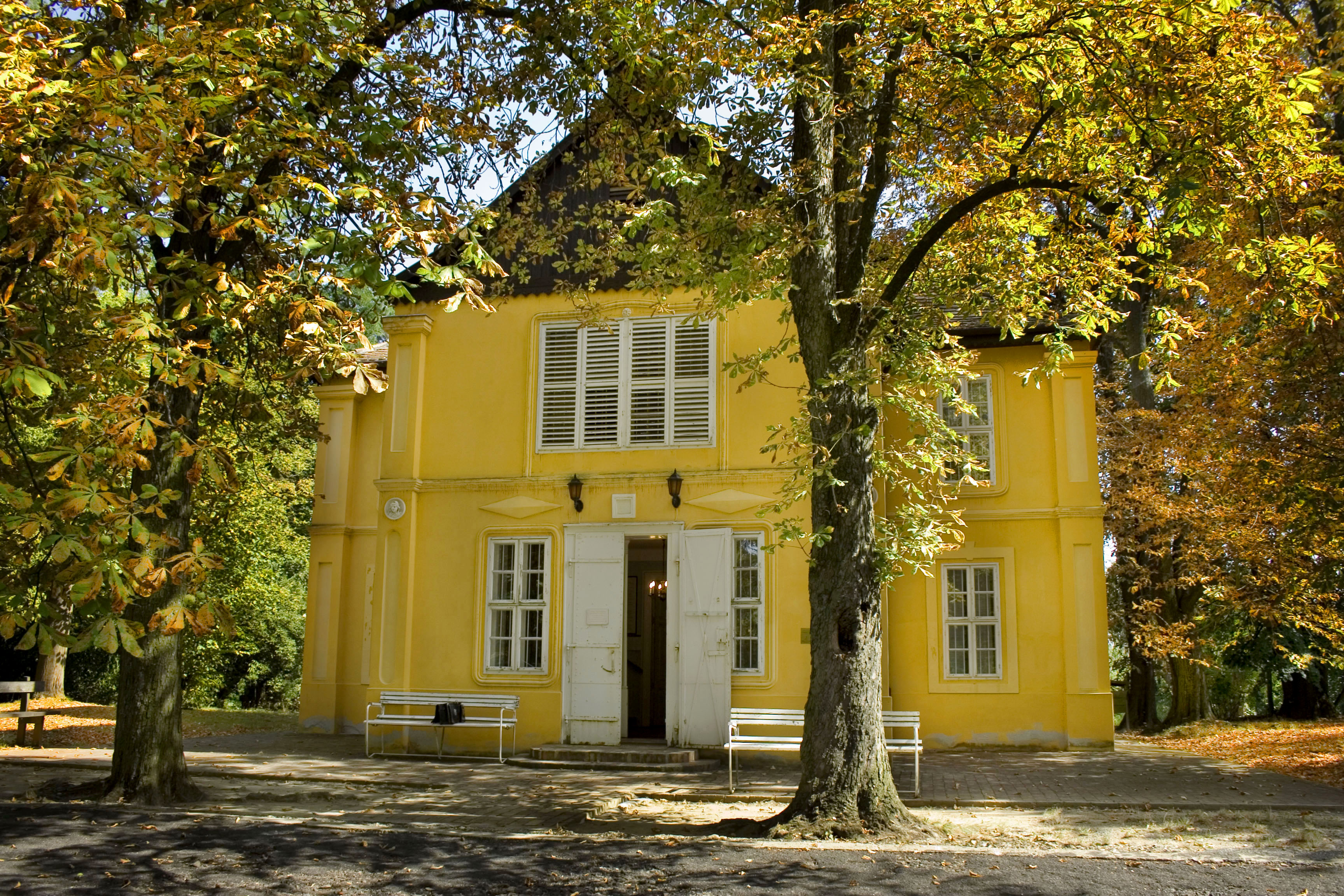
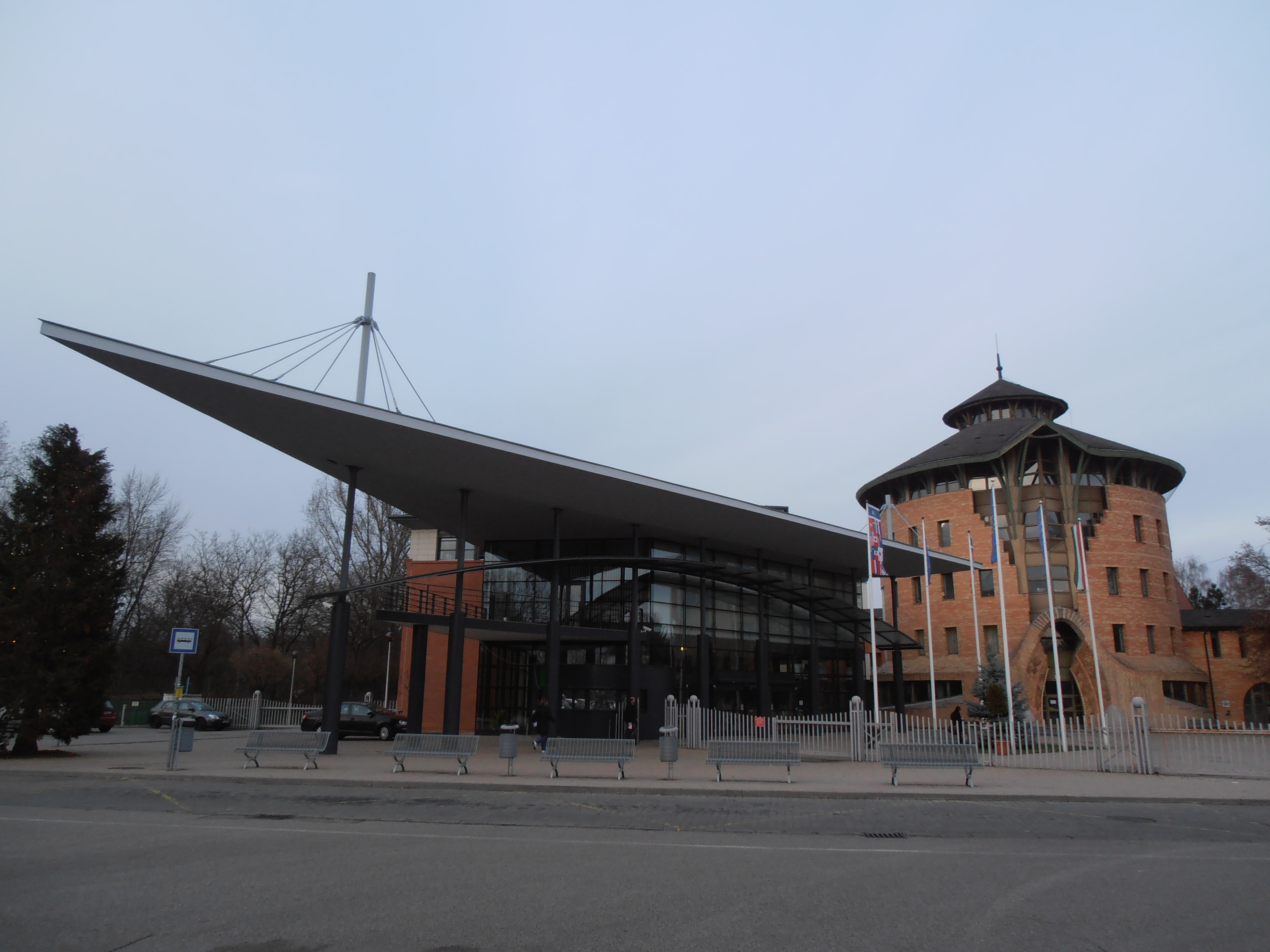